# Alexandrine Gräfin von Üxküll-Gyllenband
Alexandrine Gräfin von Üxküll-Gyllenband (* 30. Juni 1873 in Wien; † 23. Mai 1963 in Grünwald) war Oberin beim Deutschen Roten Kreuz. Neben der Schwedin Elsa Brändström gehörte Alexandrine von Üxküll-Gyllenband zu den wenigen deutschen Schwestern, die unter dem Schutz des Internationalen Komitees vom Roten Kreuz (IKRK) die deutschen Kriegsgefangenen des Ersten Weltkriegs in Russland besuchen durften.

## Leben

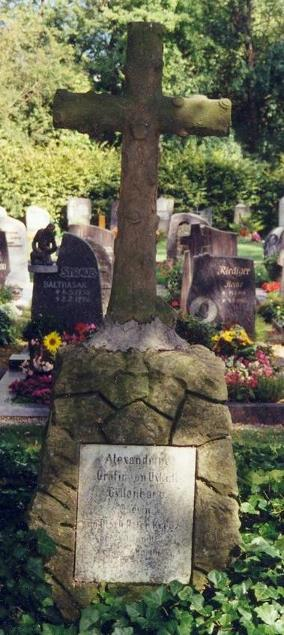
Grab von Alexandrine Gräfin von Üxküll-Gyllenband in Satteldorf

Alexandrine von Üxküll-Gyllenband stammte aus dem deutsch-baltischen Adelsgeschlecht Uexküll. Sie war eines von sechs Kindern von Alfred Richard August Graf Üxküll-Gyllenband (* 1838, † 1877) und seiner Ehefrau Valerie geb. Gräfin von Hohenthal (* 1841, † 1878). Sie verbrachte ihre ersten Kindheitsjahre in der Nähe von Wien und auf dem Besitz ihres Vaters im ungarischen Güns. Mit fünf Jahren wurde sie Vollwaise und kam mit ihren drei Geschwistern Albertine, Caroline (später verh. Schenk von Stauffenberg) und Nikolaus zu ihrer Pflegemutter Gräfin Olga Üxküll-Gyllenband nach Württemberg. 1897 begann sie eine Ausbildung als Johanniter-Schwester bei den Olgaschwestern in Stuttgart. Nach Ausbildung in München, Hamburg, Schwäbisch Hall, Paris wurde sie 1903 zur Oberschwester im städtischen Krankenhaus zu Wiesbaden berufen. 1908 wurde sie zur Oberin des Roten Kreuzes bestellt.

### Erster Weltkrieg
Im Ersten Weltkrieg führte sie zunächst an den Frontlinien im Westen Inspektionen zum Zustand der Verwundeten und Kranken durch. Im Jahr 1915 erfolgte der Ruf in ein übergeordnetes Gremium. Vom Dänischen Roten Kreuz vermittelt, von der Zarin und der deutschen Kaiserin gefördert, durften erstmals Rot-Kreuz-Schwestern der kriegführenden Nationen ihre Gefangenen im Feindesland besuchen und betreuen und erhielten das Recht, ohne Zeugen mit den Gefangenen zu sprechen. Sie erhielten auch Zugang zu den entsprechenden Behörden, um die Einhaltung der Genfer Konvention einzufordern.
Begleitet von einem dänischen Oberst reiste Üxküll-Gyllenband mit zwei anderen Schwestern über Schweden nach Sankt Petersburg, wo sie mit dem zuständigen Vertreter des Kriegsministeriums zusammentrafen. Wichtigstes Ziel war es, die Hilfe für die Gefangenen an den richtigen Ort zu bringen. Die drei Delegationen, jeweils bestehend aus einer deutschen Schwester, einem neutralen Vertreter des Roten Kreuzes und einem russischen Dolmetsch-Offizier reisten kreuz und quer durch Russland. Die Reisen standen insgesamt unter der Aufsicht des dänischen Arztes Thorvald Madsen, der vom Internationalen Roten Kreuz in Genf als Beobachter und Hygienebeauftragter bestellt worden war. Üxküll-Gyllenband arbeitete mit Elsa Brändström zusammen. Die beiden verband später eine lebenslange Freundschaft.
Nach einem U-Boot-Zwischenfall mussten die Schwestern 1917 Russland verlassen. Nach der Oktoberrevolution erklärten die Bolschewiken alle Gefangenen für frei, aber erst nach dem Frieden von Brest-Litowsk wurde die Rückwanderung der Gefangenen unter deutscher Beteiligung durchgeführt. Schwester Alexandrine fuhr dazu im Frühjahr 1918 erneut nach Russland. Ende 1919 kehrte Alexandrine von Üxküll-Gyllenband nach Deutschland zurück.

### Zwischenkriegszeit
1921 erreichte sie ein neuer Ruf nach Oberschlesien, wo bewaffnete Konflikte stattfanden. Ab 1929 war sie Oberin der Schwesternschaft Rittberghaus.

### Zweiter Weltkrieg
Nach der „Machtergreifung“ der Nationalsozialisten trat sie laut der Aufstellung derjenigen Parteigenossen, die Angehörige fürstlicher Häuser sind am 1. Mai 1933 der NSDAP bei (Mitgliedsnummer 2.645.280).
Nach 1939 lebte Schwester Alexandrine bei ihrer verwitweten Schwester Caroline von Stauffenberg in Lautlingen und stand durch diese und ihren Bruder Nikolaus Graf von Üxküll-Gyllenband mit dem Widerstand in Verbindung. Nach dem Attentat vom 20. Juli 1944 starben ihr Bruder Nikolaus und drei Neffen. Alexandrine Gräfin von Üxküll-Gyllenband selbst wurde durch die Gestapo verhaftet und in Balingen inhaftiert, aber nach 6 Wochen wieder entlassen.
Im Juni 1945 half sie, die im Kinderheim im Borntal in Bad Sachsa internierten Kinder ihrer Neffen Claus Schenk Graf von Stauffenberg und Berthold Schenk Graf von Stauffenberg nach Lautlingen zu holen. Die Kinder ihres Neffen Caesar von Hofacker brachte sie vom Kinderheim in Bad Sachsa nach Reichenbach und Tübingen.

### Nachkriegsjahre
1956 veröffentlichte Schwester Alexandrine ihre Erinnerungen unter dem Titel Aus einem Schwesternleben. Am 25. Mai 1963 verstarb Alexandrine Gräfin von Üxküll-Gyllenband in Grünwald bei München. Sie ist im Familiengrab in Satteldorf auf dem evangelischen Dorffriedhof bestattet. Das Alexandrinenstift in Satteldorf ist nach ihr benannt.

## Auszeichnungen
Für ihre Verdienste wurde sie 1920 mit der Florence-Nightingale-Medaille ausgezeichnet. 1953 wurde sie mit dem Bundesverdienstkreuz ausgezeichnet.